# Biatlon op de Olympische Winterspelen 1992
Biatlon is een van de sporten die beoefend werden tijdens de Olympische Winterspelen 1992 in Albertville, Frankrijk. De wedstrijden vonden plaats in Les Saisies in Hauteluce.

## Heren

### 10 kilometer sprint
| Rang   | Sporter(s)       | Land | Tijd    | Pen. |
| ------ | ---------------- | ---- | ------- | ---- |
| Goud   | Mark Kirchner    | GER  | 26:02.3 | 0    |
| Zilver | Ricco Groß       | GER  | 26:18.0 | 1    |
| Brons  | Harri Eloranta   | FIN  | 26:26.0 | 0    |
| 4      | Sergej Tsjepikov | EUN  | 26:27.5 | 0    |
| 5      | Valeriy Kirienko | EUN  | 26:31.8 | 3    |
| 6      | Jens Steinigen   | GER  | 26:34.8 | 0    |
| 7      | Andreas Zingerle | ITA  | 26:38.6 | 1    |
| 8      | Steve Cyr        | CAN  | 26:46.4 | 0    |

### 20 kilometer individueel
| Rang   | Sporter(s)      | Land | Tijd    | Pen. |
| ------ | --------------- | ---- | ------- | ---- |
| Goud   | Jevgeni Redkin  | EUN  | 57:34.4 | 0    |
| Zilver | Mark Kirchner   | GER  | 57:40.8 | 3    |
| Brons  | Mikael Löfgren  | SWE  | 57:59.4 | 2    |
| 4      | Aleksandr Popov | EUN  | 58:02.9 | 2    |
| 5      | Harri Eloranta  | FIN  | 58:15.7 | 1    |
| 6      | Vesa Hietalahti | FIN  | 58:24.6 | 1    |
| 7      | Johann Passler  | ITA  | 58:25.9 | 4    |
| 8      | Frode Løberg    | NOR  | 58:32.4 | 1    |

### 4 x 7,5 kilometer estafette
| Rang   | Sporter(s)                                                          | Land | Tijd      | Pen. |
| ------ | ------------------------------------------------------------------- | ---- | --------- | ---- |
| Goud   | Ricco Groß Jens Steinigen Mark Kirchner Fritz Fischer               | GER  | 1:24:43.5 | 0    |
| Zilver | Valeri Medvedtsev Aleksandr Popov Valeriy Kirienko Sergej Tsjepikov | EUN  | 1:25:06.3 | 0    |
| Brons  | Ulf Johansson Leif Andersson Tord Wiksten Mikael Löfgren            | SWE  | 1:25:38.2 | 0    |
| 4      | Hubert Leitgeb Johann Passler Pieralberto Carrara Andreas Zingerle  | ITA  | 1:26:18.1 | 2    |
| 5      | Geir Einang Frode Løberg Gisle Fenne Eirik Kvalfoss                 | NOR  | 1:26:32.4 | 1    |
| 6      | Xavier Blond Thierry Gerbier Christian Dumont Hervé Flandin         | FRA  | 1:27:13.3 | 0    |
| 7      | Martin Rypl Tomáš Kos Jiří Holubec Ivan Masařík                     | TCH  | 1:27:15.7 | 0    |
| 8      | Vesa Hietalahti Jaakho Niemi Harri Eloranta Kari Kataja             | FIN  | 1:27:39.5 | 1    |

## Dames

### 7,5 kilometer sprint
| Rang   | Sporter(s)        | Land | Tijd    | Pen. |
| ------ | ----------------- | ---- | ------- | ---- |
| Goud   | Anfisa Restzova   | EUN  | 24:29.2 | 3    |
| Zilver | Antje Misersky    | GER  | 24:45.1 | 2    |
| Brons  | Jelena Belova     | EUN  | 24:50.8 | 2    |
| 4      | Nadezda Aleksieva | BUL  | 24:55.8 | 0    |
| 5      | Jiřina Adamičková | TCH  | 24:57.6 | 0    |
| 6      | Petra Schaaf      | GER  | 25:10.4 | 1    |
| 7      | Anne Briand       | FRA  | 25:29.8 | 2    |
| 8      | Silvana Blagoeva  | BUL  | 25:33.5 | 2    |

### 15 kilometer individueel
| Rang   | Sporter(s)            | Land | Tijd    | Pen. |
| ------ | --------------------- | ---- | ------- | ---- |
| Goud   | Antje Misersky        | GER  | 51:47.2 | 1    |
| Zilver | Svetlana Petsjerskaia | EUN  | 51:58.5 | 1    |
| Brons  | Myriam Bédard         | CAN  | 52:15.0 | 2    |
| 4      | Véronique Claudel     | FRA  | 52:21.2 | 2    |
| 5      | Nadezda Aleksieva     | BUL  | 52:30.2 | 1    |
| 6      | Delphine Burlet       | FRA  | 53:00.8 | 3    |
| 7      | Corinne Niogret       | FRA  | 53:06.6 | 2    |
| 8      | Nathalie Santer       | ITA  | 53:10.3 | 3    |

### 3 x 7,5 kilometer estafette
| Rang   | Sporter(s)                                        | Land | Tijd      | Pen. |
| ------ | ------------------------------------------------- | ---- | --------- | ---- |
| Goud   | Corinne Niogret Véronique Claudel Anne Briand     | FRA  | 1:15:55.6 | 0    |
| Zilver | Uschi Disl Antje Misersky Petra Schaaf            | GER  | 1:16:18.4 | 1    |
| Brons  | Jelena Belova Anfisa Reztsova Jelena Melnikova    | EUN  | 1:16:54.6 | 2    |
| 4      | Silvana Blagoeva Nadezda Aleksieva Iva Schkodreva | BUL  | 1:18:54.8 | 0    |
| 5      | Mari Lampinen Tuija Sikiö Terhi Markkanen         | FIN  | 1:20:17.8 | 0    |
| 6      | Christina Eklund Inger Björkbom Mia Stadig        | SWE  | 1:20:56.6 | 0    |
| 7      | Signe Trosten Hildegunn Fossen Elin Kristiansen   | NOR  | 1:21:20.0 | 1    |
| 8      | Gabriela Suvová Jana Kulhavá Jiřina Adamičková    | TCH  | 1:23:12.7 | 3    |

## Medaillespiegel
| Plaats | Land             | NOC    | Goud | Zilver | Brons | Totaal |
| ------ | ---------------- | ------ | ---- | ------ | ----- | ------ |
| 1      | Duitsland        | GER    | 3    | 4      | 0     | 7      |
| 2      | Gezamenlijk team | EUN    | 2    | 2      | 2     | 6      |
| 3      | Frankrijk        | FRA    | 1    | 0      | 0     | 1      |
| 4      | Zweden           | SWE    | 0    | 0      | 2     | 2      |
| 5      | Canada           | CAN    | 0    | 0      | 1     | 1      |
| 5      | Finland          | FIN    | 0    | 0      | 1     | 1      |
| Totaal | Totaal           | Totaal | 6    | 6      | 6     | 18     |